# Mosana (Giovo)
Mosana è una frazione del comune sparso di Giovo situata a ovest rispetto a Verla, sede municipale del comune.

## Geografia fisica

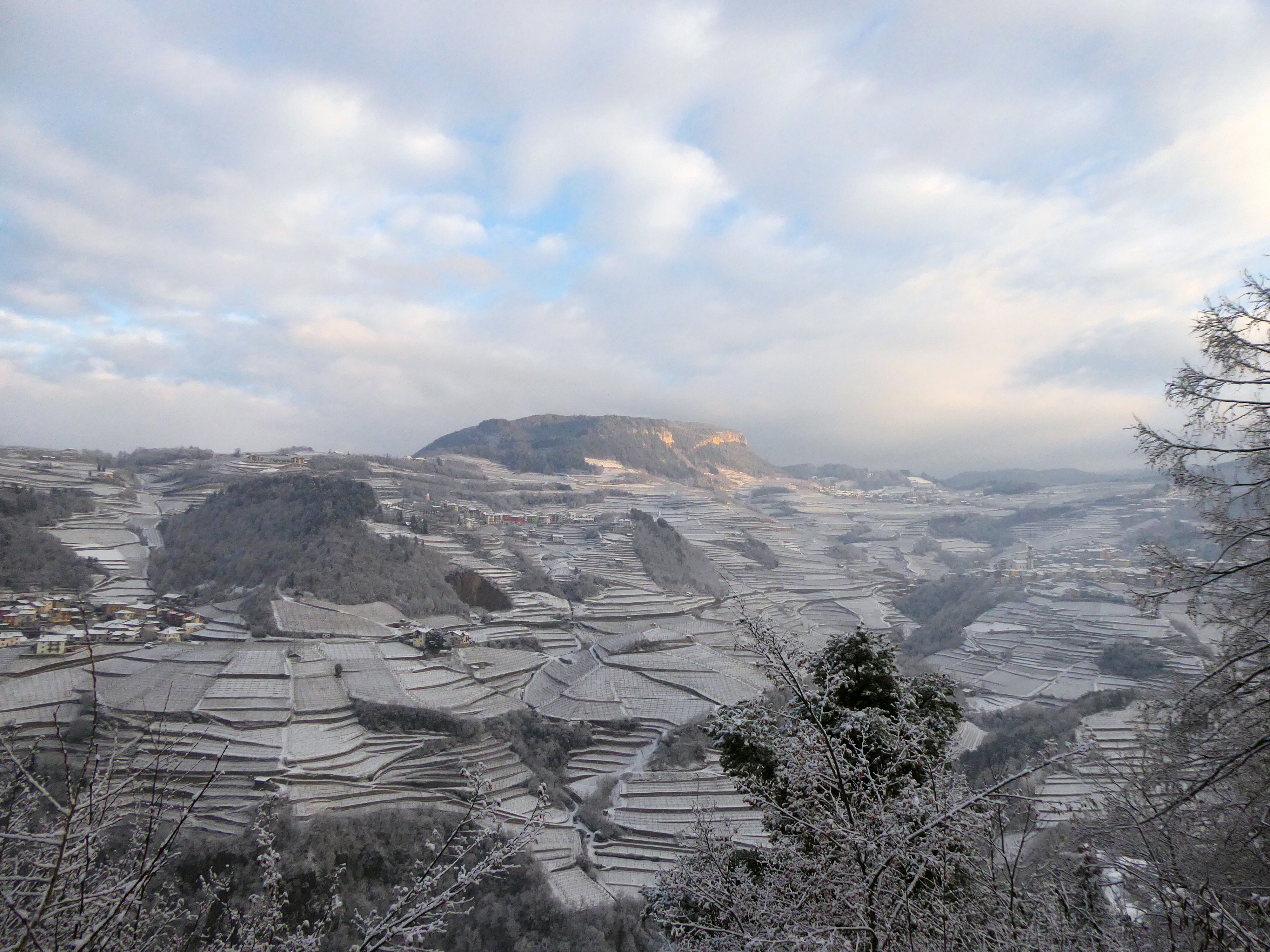
Panorama invernale del comune di Giovo con la frazione di Mosana nella parte a sinistra dell'immagine.

### Territorio
Il paese di Mosana (429 m s.l.m.) è situato nella vallata dell'Avisio e l'abitato ha una parte più alta, chiamata Dos. Dista circa 1,17 km da Giovo.

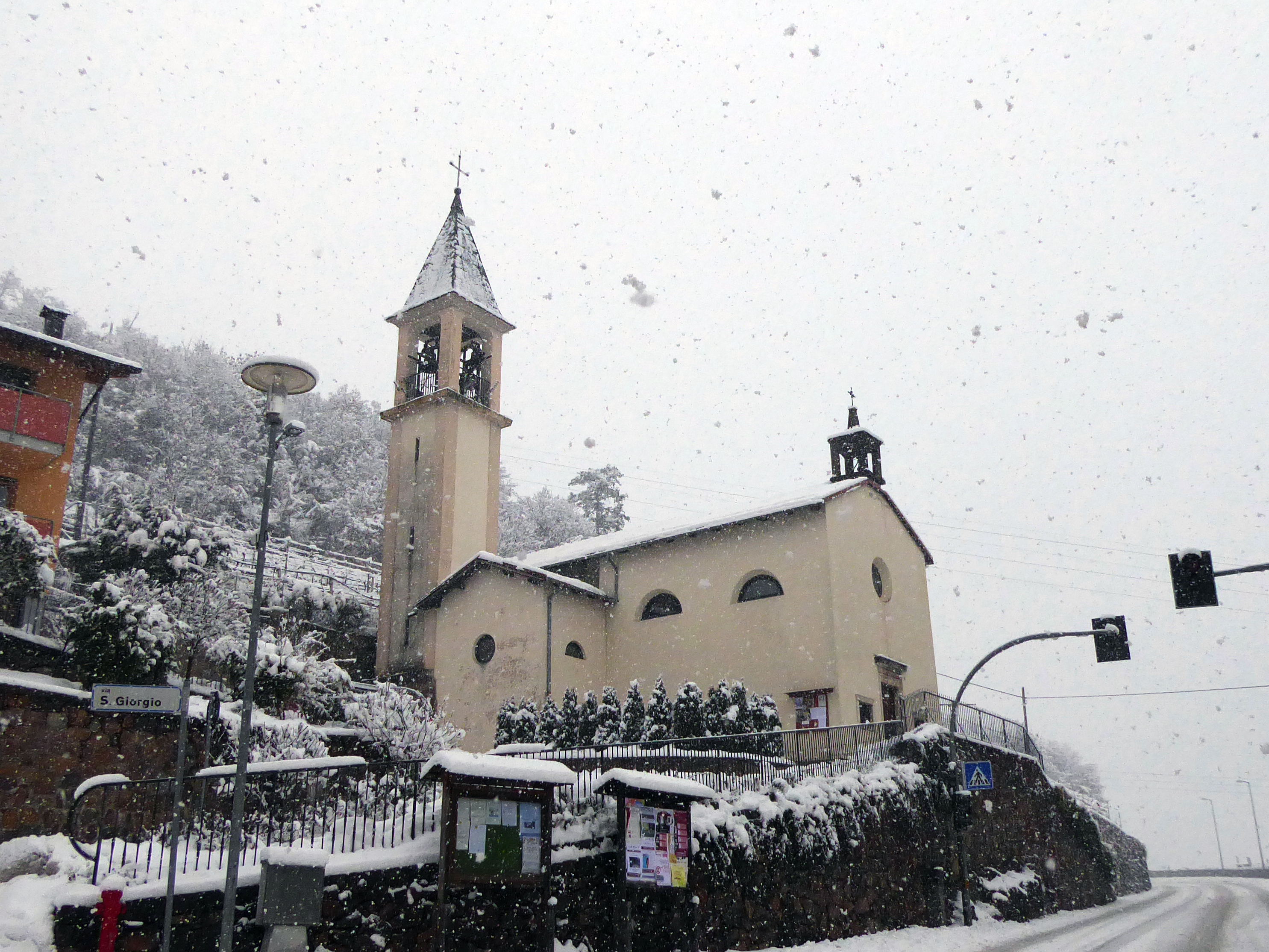
Chiesa dell'Addolorata durante una nevicata.

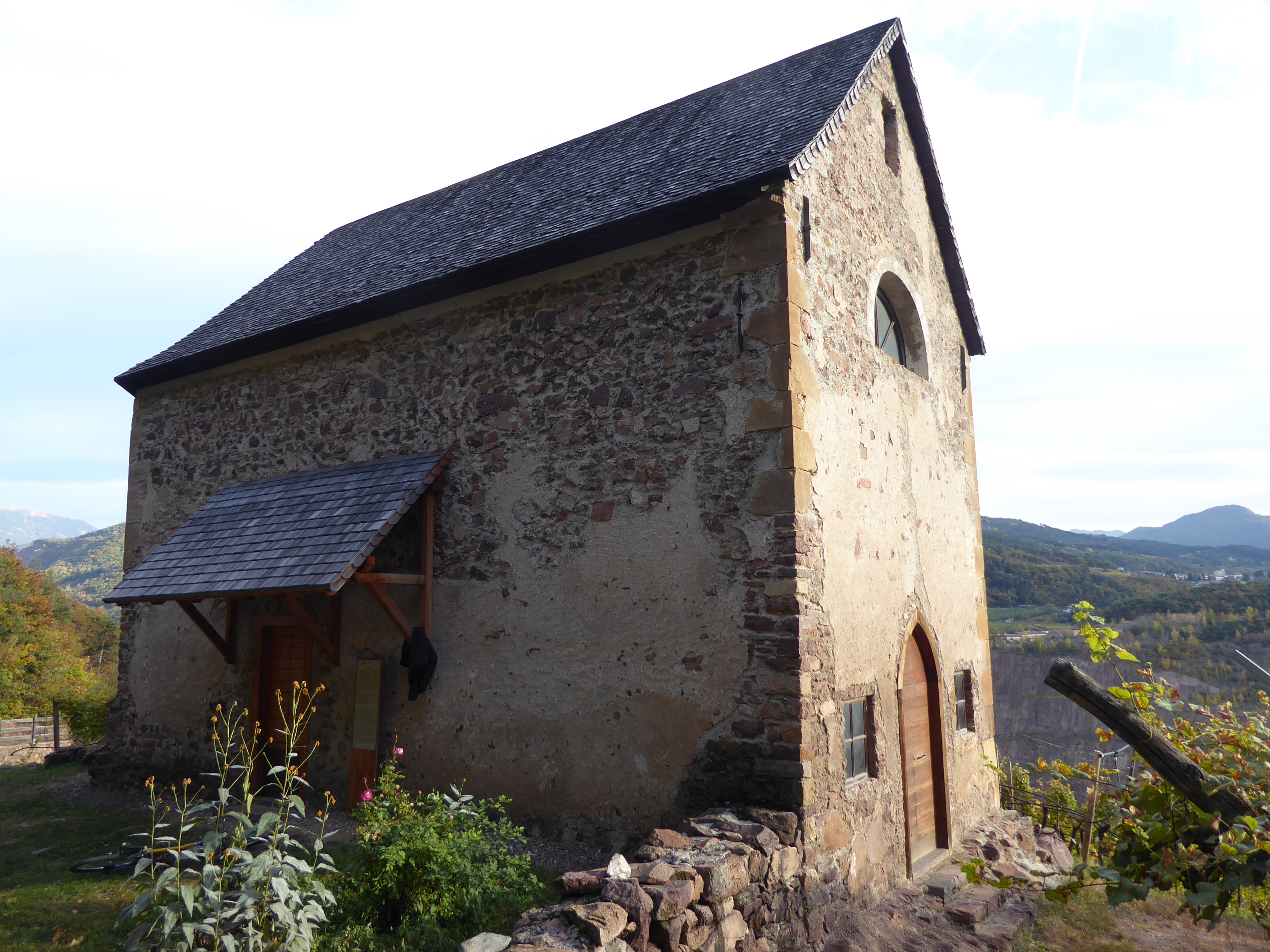
Piccola chiesa di San Giorgio.

## Storia
Non si hanno dati certi sul periodo del primo insediamento umano nella frazione, anche se è nota nell'area comunale una presenza già da tempi preistorici. Un dato utile per stabilire l'età del piccolo centro urbano si trova nell'androne di casa Piffer, ed è la data 1564 incisa su un pilastro.
Un tempo il paese si chiamava "Mosanna".
Vi era la "Trattoria Mosana", chiusa nel 1922.

## Monumenti e luoghi d'interesse
Mosana si trova all'inizio della valle, salendo da Lavis e subito dopo aver superato la frazione il panorama si allarga.

### Architetture religiose
Mosana non è sede parrocchiale, quindi i suoi luoghi di culto sono sussidiari della parrocchia di Santa Maria Assunta.
- Chiesa dell'Addolorata.[4] Risale al XVIII secolo e si trova sulla statale della val di Cembra, nell'estremo ovest dell'abitato.
- Chiesa di San Giorgio, situata a ovest ed isolata dal resto della piccola frazione. Si incontra salendo da Lavis per arrivare a Mosana e deviando verso nord a circa metà del percorso. Si tratta del luogo di culto più ad ovest dell'intero comune.

### Architetture civili
- Casa Piffer[2]
- Casa Mosaner[2]

## Economia
A partire dal XX secolo molta parte dell'economia locale, come in tutto il comune, è legata alla coltivazione della vite ed alla produzione di vini.